# Diogo Seixas
Diogo Saraiva Seixas (nacido el 11 de marzo de 2004 en Lisboa) es un jugador de baloncesto profesional portugués que juega en las filas del Club Ourense Baloncesto de Primera FEB. Con 2,03 metros de altura juega en la posición de alero. 

## Trayectoria
Nacido en Lisboa y formado en las categorías inferiores del Imortal Basket Club, Seixas con 18 años debutó en la temporada 2022-23 en la Liga Portuguesa de Basquetebol, antes de dar el salto a Estados Unidos para completar su formación en dos universidades.
En 2023, ingresa en la Universidad Estatal de San José, situada en San José (California), donde disputa durante una temporada la NCAA con los San Jose State Spartans.
En 2024, ingresa en la Universidad de Arkansas Central, situada en Conway, Arkansas, donde disputa durante una temporada la NCAA con los Central Arkansas Bears.
El 22 de julio de 2025, firma por el Club Ourense Baloncesto de Primera FEB.

## Internacional
Ha sido internacional en las diferentes categorías de la selección: U16, U18 y U20.